# آلوین یانگ
آلوین یانگ (انگلیسی: Alvin Young؛ زادهٔ ۱۲ نوامبر ۱۹۷۵) بازیکن بسکتبال اهل ایالات متحده آمریکا است.